# Eparchia chabarowska
Eparchia chabarowska – jedna z eparchii Rosyjskiego Kościoła Prawosławnego z siedzibą w Chabarowsku. Jej obecnym biskupem ordynariuszem jest metropolita chabarowski Artemiusz (Snigur), zaś funkcję katedry pełni sobór Przemienienia Pańskiego w Chabarowsku. 
Pierwsza eparchia z siedzibą w Chabarowsku powstała w 1946, jednak już po trzech latach została zlikwidowana, a jej placówki duszpasterskie włączone do eparchii irkuckiej i czyckiej. W 1988 administratura została reaktywowana pod nazwą eparchii chabarowskiej i władywostockiej. W 1990, po wydzieleniu eparchii władywostockiej, zmieniła nazwę na chabarowską i błagowieszczeńską. W 1993 z administratury wydzielono eparchię błagowieszczeńską, zmieniając nazwę eparchii na chabarowską i nadamurską. W 2002 z jej terytorium wydzielono eparchię birobidżańską i kuldurską. 
W 2011 z terytorium eparchii wydzielono eparchię amurską, zaś z obydwu sformowano metropolię nadamurską. W 2016 z części eparchii chabarowskiej i amurskiej wydzielono kolejną administraturę – eparchię wanińską. W 2022 r. z części dwóch eparchii – chabarowskiej i wanińskiej – wydzielono eparchię nikołajewską.

## Biskupi chabarowscy
- Benedykt (Plaskin), 1946–1947
- Bartłomiej (Gorodcow), locum tenens, 1947
- Gabriel (Ogorodnikow), 1948–1949
- Palladiusz (Szerstiennikow), locum tenens, 1949–1958
- Beniamin (Nowicki), locum tenens, 1958
- Gabriel (Stebluczenko), 1988–1991
- Wadim (Łaziebny), 1991, locum tenens
- Innocenty (Wasiljew), 1992–1995
- Marek (Tużikow), 1995–2011
- Ignacy (Połogrudow), 2011–2016
- Włodzimierz (Samochin), 2016–2018
- Artemiusz (Snigur), od 2018